# Жеврень
Жеврень (рум. Jevreni) — село у Кріуленському районі Молдови. Утворює окрему комуну.

## Населення
За даними перепису населення 2004 року у селі проживали 1388 осіб.
Національний склад населення села:
| Національність   | Кількість осіб | Відсоток   |
| ---------------- | -------------- | ---------- |
| молдавани румуни | 1341 33        | 96,6% 2,4% |
| росіяни          | 9              | 0,6%       |
| українці         | 5              | 0,4%       |
| Всього           | 1388           | 100%       |